# Live Alive Quo
Live Alive Quo är ett livealbum av det brittiska rockbandet Status Quo, släppt i november 1992.

## Låtlista
1. Whatever You Want (Parfitt/Bown) 4:26
2. In the Army Now (Bolland) 4:15
3. Burning Bridges (Rossi/Bown) 3:51
4. Rockin' All Over The World (Fogerty) 3:36
5. Roadhouse Medley (Status Quo/The Doors/Maresca/Supa/Everly) 20:20
6. Caroline (Rossi/Young) 3:59
7. Don't Drive My Car* (Parfitt/Bown) 4:04
8. Hold You Back* (Rossi/Parfitt/Young) 4:31
9. Little Lady* (Parfitt) 3:25